# نزار مروة
نزار حسين مروّة (1931-1992) ناقد موسيقي وأدبي لبناني، يعد من أهم النقَّاد الموسيقيين العرب المعاصرين. ورغم أنّ كتاباته في النقد الموسيقي كانت قليلة، فقد جعلت علاقته النقدية بالموسيقيين اللبنانيين حضوره قوياً في عالم الموسيقى.

## سيرة
وُلد نزار في دمشق في العام 1931 لأبوين لبنانيين. والده هو المفكّر اللبناني حسين مروة، عاش نزار شبابه الأول في العراق. وفي العام 1949 عاد مع أهله إلى لبنان حاملاً الشهادة الثانوية، والتحق بالجامعة الأميركية حيث تخصَّص بالرياضيات. تابع نشاطه على امتداد حياته في ميادين ثقافية مختلفة إلى أن توفي العام 1992، مخلّفاً تراثاً من المقالات في النقد الموسيقي، والنقد الأدبي والفني.

## نشاطه الثقافي
عزَّز نزار موقعه في ميدان النقد الموسيقي واهتمامه بالمجالات الثقافية الأخرى. مارس النقد الفني في المسرح والسينما والأدب والفن التشكيلي. وتعود كتاباته الأولى في النقد الموسيقي إلى أوائل الخمسينيات في مجلة «الثقافة الوطنية»، حيث كان له باب خاص بالموسيقى تاريخاً ونقداً.
انتقل إلى منابر إعلامية مختلفة، لا سيما جريدتي «النداء» و«الأخبار»، وقد أشرف تباعاً على الصفحة الثقافية في كلّ منهما. ثم أصبح في السنوات الأخيرة من عمره مدير التحرير في مجلة الطريق. وكان يقدِّم في إذاعتي «صوت الوطن» و«صوت الشعب» برامج موسيقية تعرِّف المستمع إلى تاريخ الموسيقى العربية والعالمية ورموزها الكبيرة.

## مؤلّفاته
صدر له:
- في الموسيقى اللبنانية العربية والمسرح الغنائي الرحباني" (إعداد: محمد دكروب)
في الترجمة:
- رواية «الصوت» للروائي النيجيري غابرييل أوكارا
- مضى عهد الراحة للروائي تشينوا أتشيبي

## كتابات عنه
- نزار مروة في عوالمه الثقافية وفي دروب حياته، من إعداد كريم مروة - دار الفارابي، بيروت

## وصلات خارجية
- عودة إلى نزار مروة... فيلسوف النقد الموسيقي
- «نزار مروة».. نموذج المثقف النقدي
- نزار مروة